# Listă de filme despre Egiptul antic
Aceasta este o listă de filme notabile cu acțiunea în Egiptul antic. Unele filme au doar o parte a acțiunii stabilită în Egiptul antic.
- A.D. The Bible Continues (2015)
- Agora (2009)[1]
- Aida (1953)
- Aida (1987)
- Antony and Cleopatra (1908)
- Antony and Cleopatra (1913)
- Antony and Cleopatra (1972)
- Antony and Cleopatra (1974)
- Antony and Cleopatra (2015)
- Astérix et Cléopâtre (1968)[2]

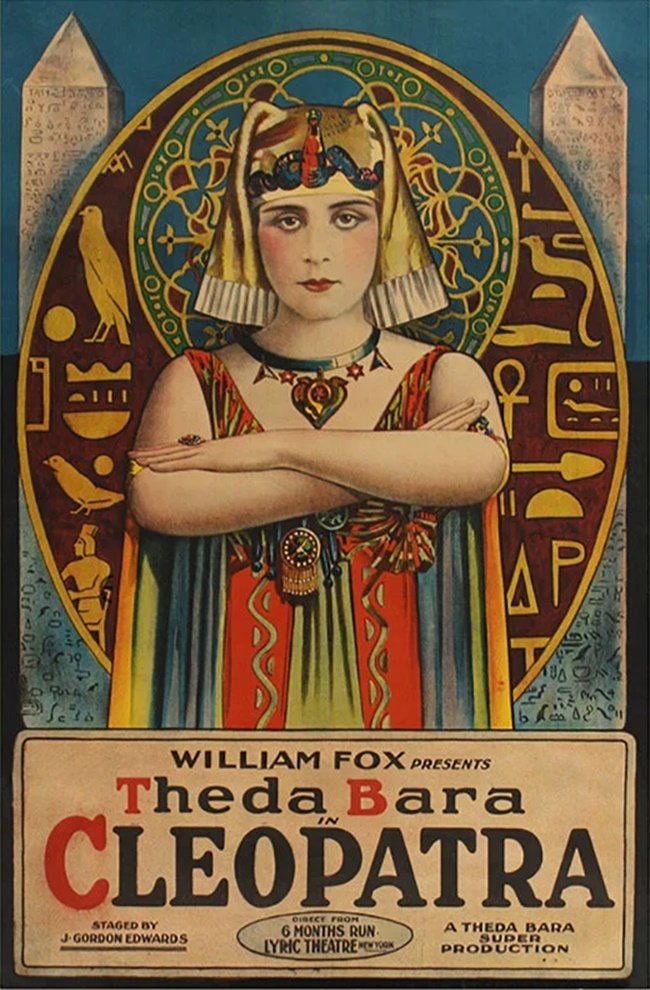
Cleopatra, 1917

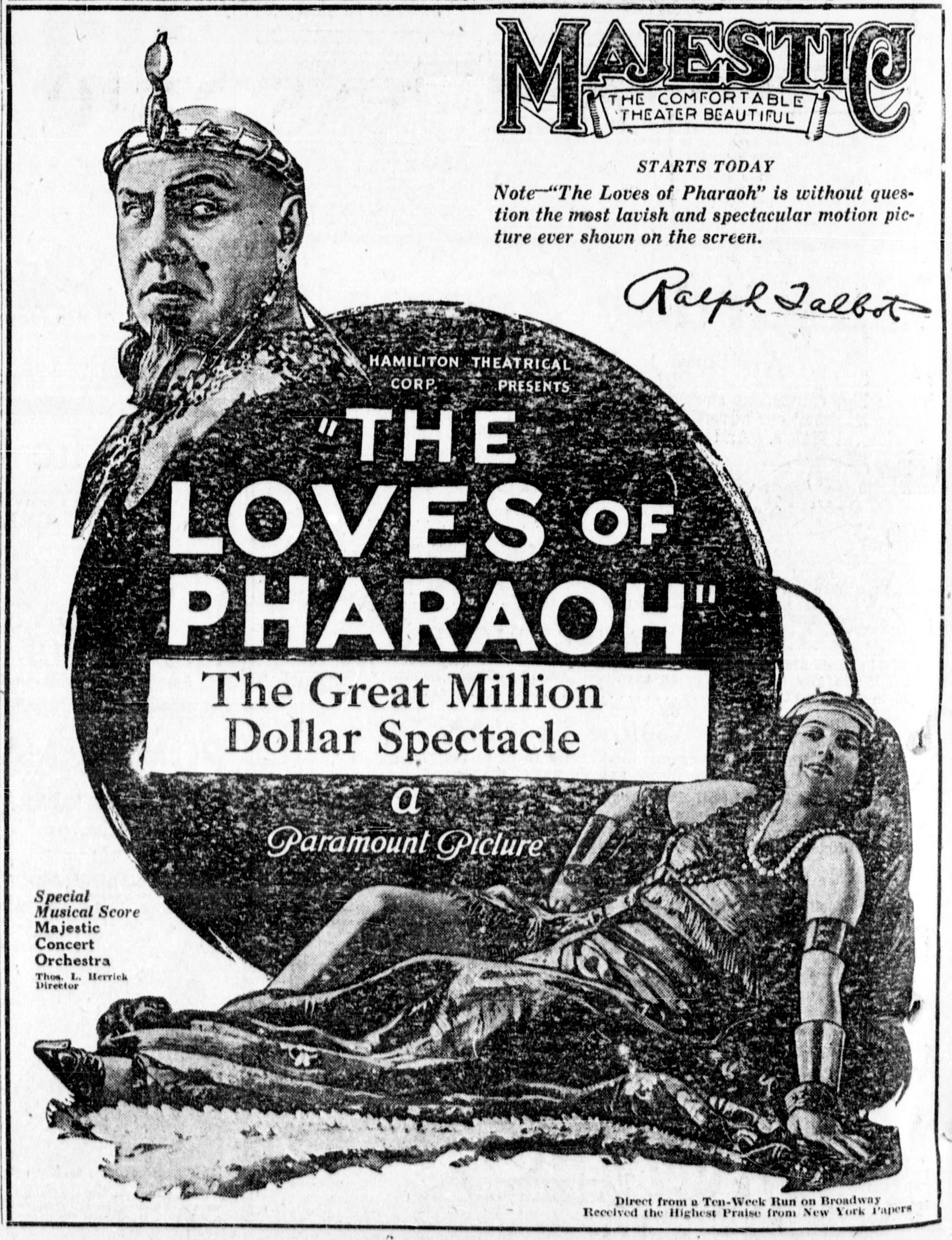
Das Weib des Pharao, The Loves of Pharaoh, 1922

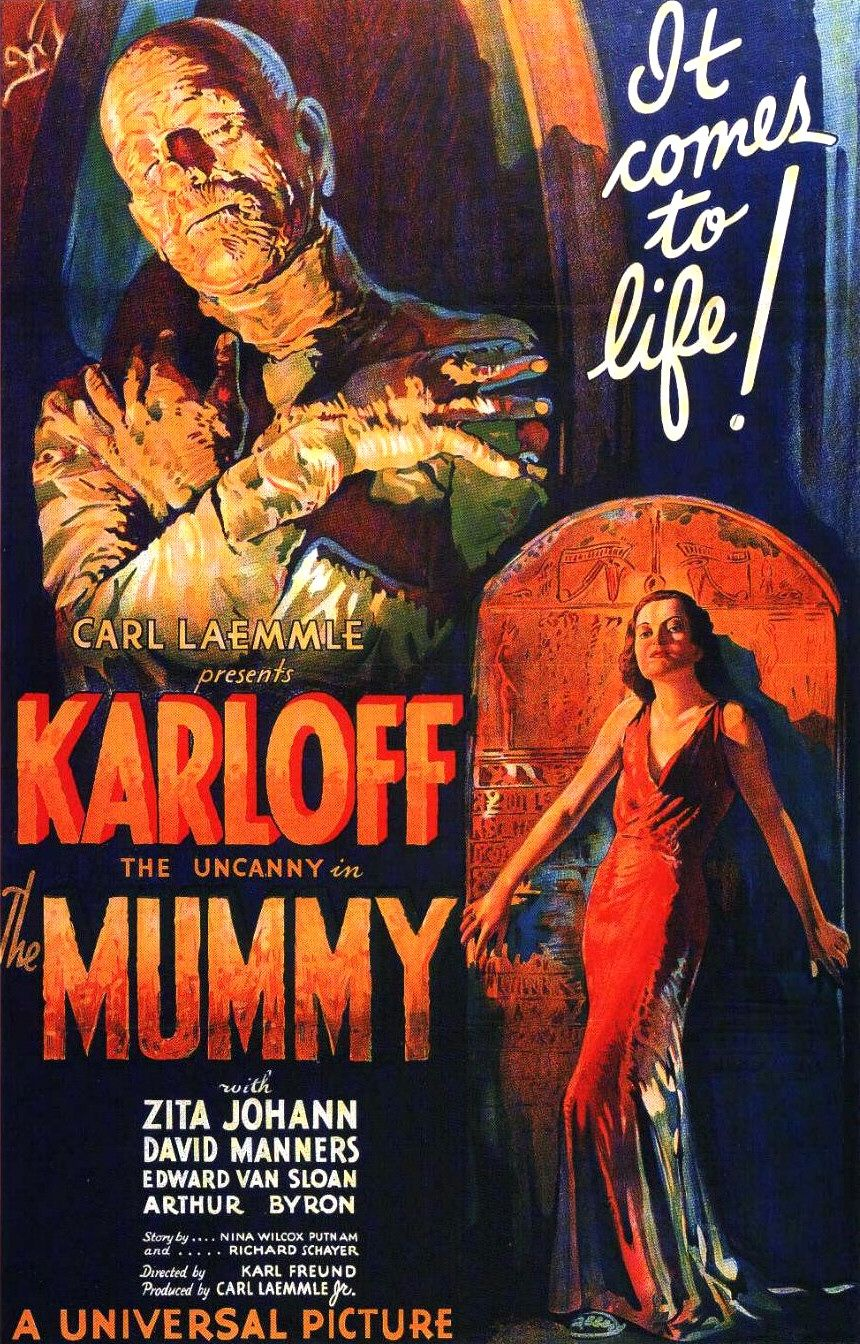
The Mummy, 1932

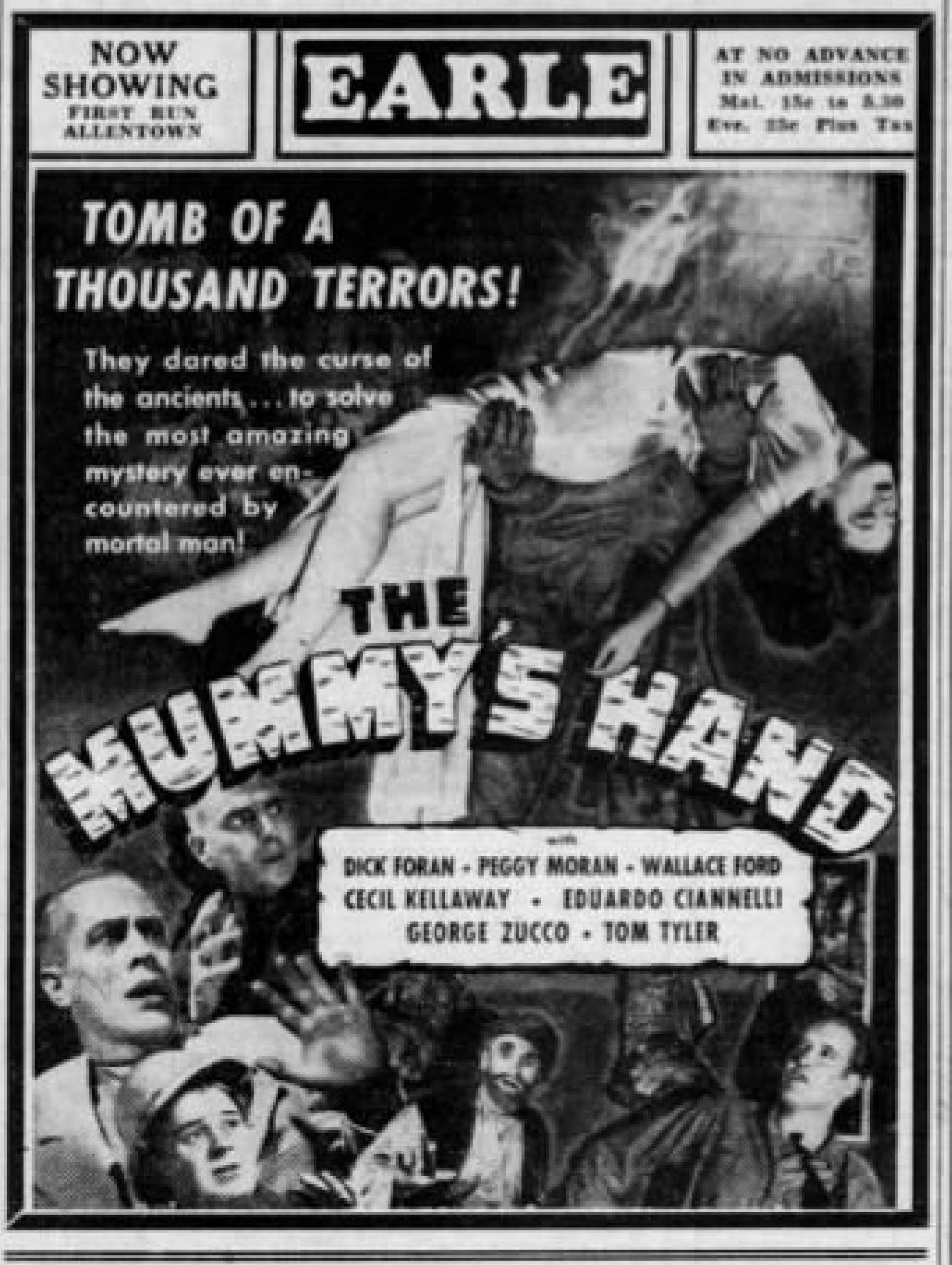
The Mummy's Hand, 1940

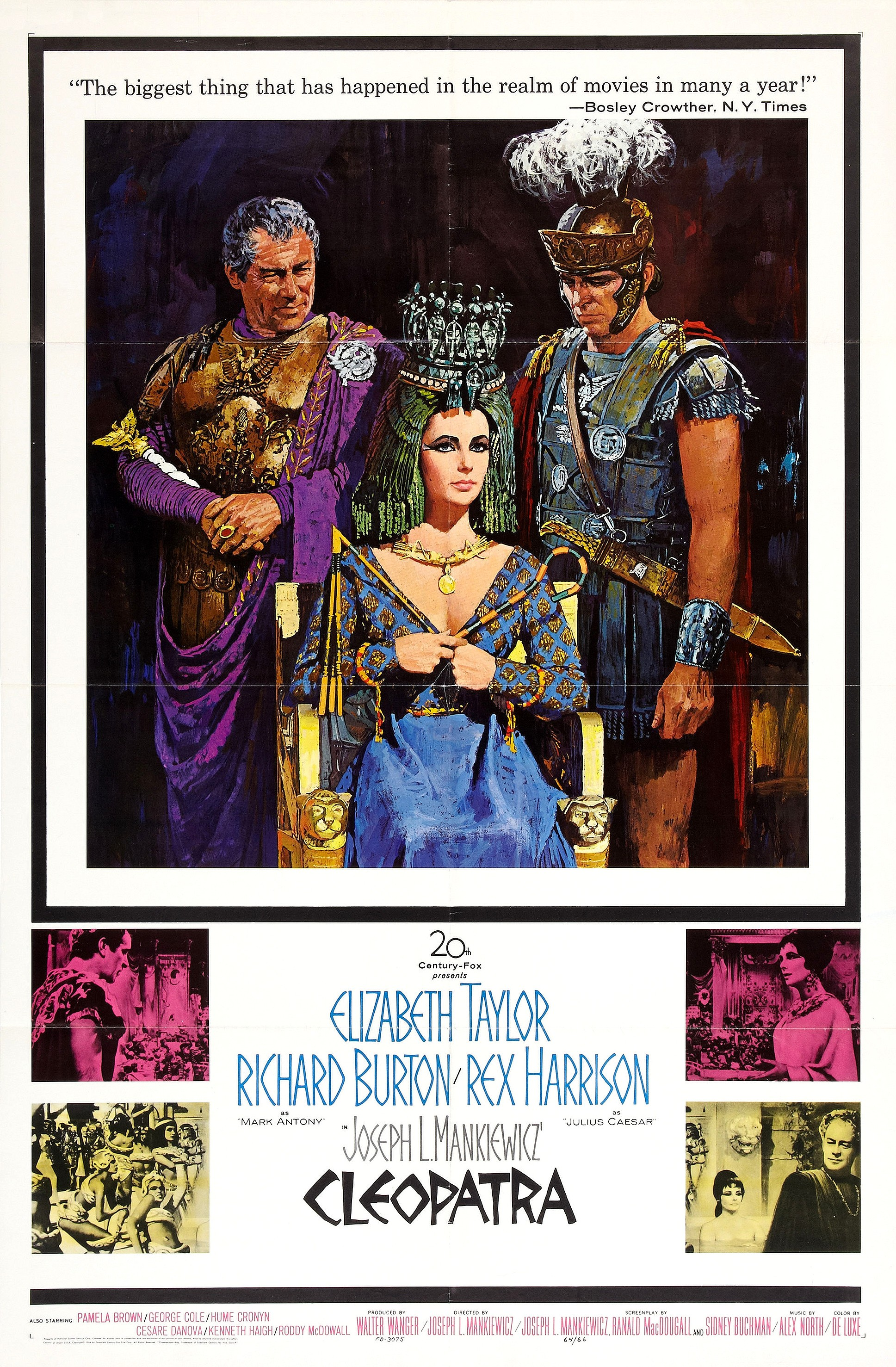
Cleopatra, 1963

- Astérix & Obélix: Mission Cléopâtre (2002)[3]
- Astérix et Obélix contre César (1999)[4]
- Astérix et la surprise de César (1985)[5]
- The Awakening (1980)

- Biblia (2013)
- Building the Great Pyramid (2002,  documentar)
- Blestemul faraonului (The Curse of King Tut's Tomb) (1980)[6]
- Blestemul lui Tutankhamon (The Curse of King Tut's Tomb) (2006)[7]

- Carry On Cleo (1964)
- Cele zece porunci (TV series)
- Cele zece porunci (film din 1923)
- Cele zece porunci (film din 1956)
- Cele zece porunci (film din 2007)

- Cleopatra (1912)
- Cleopatra (1917)
- Cleopatra (1934)
- Cleopatra (1963)
- Cleopatra (1970)
- Cleopatra (1999, miniserial)

- Decline of an Empire (2014)

- Egipteanul  (1954)[8][9]
- Exodus (1960)
- Exodus (2014)[10]
- The Extraordinary Adventures of Adèle Blanc-Sec (Les Aventures extraordinaires d'Adèle Blanc-Sec) (2010)

- Faraon (1966)[11]

- Giuseppe venduto dai fratelli (1960)

- Il sepolcro dei re (1960)[12][13]

- La donna dei faraoni

- In the Beginning (2000, miniserial)

- Joseph (1995, film de televiziune)[14]
- Joseph: King of Dreams (2000)[15]

- Land of the Pharaohs (1955)[16]
- Das Weib des Pharao (1922)[17]

- Moses (Moise) (1995, film de televiziune)[18]
- Moses (Moise) (1986, film direct-pe-video)[19]
- Moses the Lawgiver (1974, miniserial)[20]
- Mumia (1999)
- Mummy's Dummies (1948, film scurt)[21]
- The Mummy's Ghost (1944)[22]

- Nefertiti, regina del Nilo (1961)

- Papirus
- Prințul Egiptului (1998)
- Princes and Princesses (Ciné si) (1989)

- Reign: The Conqueror (1999)

- Sands of Oblivion (2007)
- The Scorpion King (Regele Scorpion) (2002)
- The Scorpion King 2: Rise of a Warrior (Regele Scorpion: Războinicul) (2008)
- The Scorpion King 3: Battle for Redemption (Regele Scorpion: Răscumpărarea) (2012)
- The Scorpion King 4: Quest for Power (The Scorpion King: The Lost Throne) (2015)
- Serpent of the Nile (1953)
- Slave of Dreams (1995)
- Sudan (1945)

- Totò e Cleopatra (1963)
- Totò contro Maciste (1962)
- The Tragedy of Man (Az ember tragédiája) (2011)

- Willy McBean and his Magic Machine (1965)

- X-Men: Apocalypse (2016)

- The Young Messiah (2016)

- Zeii Egiptului (2016)